# پلاوس
پلاوس (به ایتالیایی: Plaus) یک کومونه در ایتالیا است که در تیرول جنوبی واقع شده‌است.

## خصوصیات
پلاوس ۴٫۹ کیلومترمربع مساحت و ۶۸۳ نفر جمعیت دارد.